# Abadia de Sant Geli
L'abadia de Sant Geli (en francès Saint-Gilles) és al centre de la població francesa de Sant Geli (municipi del Gard), a la regió d'Occitània. Està dedicada a Gil l'Eremita, el seu fundador i primer abat. Aquest lloc ha estat declarat Patrimoni de la Humanitat per la UNESCO, dins del conjunt de monuments que formen part del Camí de Sant Jaume, a França. Només queden alguns vestigis dels edificis monàstics i del claustre, classificats com a monuments històrics des de 19841, i l'església abacial, classificada des de 1840.

## Història
La primera certificació de la presència d'una comunitat es remunta a l'any 814. Un diploma de Lluís el Pietós que atorga la immunitat a l'església de Nimes cita una cella anomenada "de la Vall Flavia" dedicada a "Sant Pere, príncep dels Apòstols" i sotmès a l'autoritat del bisbe de Nimes. L'any 879, una carta del Papa Joan VIII mostra que el monestir Benedictí havia estat adquirit pel Papa i posat sota la dependència directa de la Santa Seu.
Les primeres al·lusions a un culte a Sant Gilles només apareixen cap a l'any 925. Un relat llegendari és fet pels monjos del monestir en el testimoni de la Vida de Sant Gilles ("Vita sancti". Egidii”). Segons aquesta història, el rei visigot després d'haver ferit l'ermità Gilles durant una caça de daines, van acabar acordant fundar un monestir del qual Gilles seria l'abat. Es van construir dues esglésies, una dedicada a Sant Pere i tots els apòstols, l'altra a Saint-Privat, prop de la cova del sant. El rei cedeix terres al voltant del monestir fins a una distància de cinc milles. Gilles va anar a Roma per sotmetre el seu monestir a la jurisdicció apostòlica i així allunyar-ne els laics. Va rebre aquest privilegi i dues portes de xiprer amb l'efígie dels apòstols que van arribar miraculosament al monestir per delimitar el santuari. Aquesta història es construeix en el sentit de determinar la inviolabilitat del monestir amb relació a tota autoritat humana, eclesiàstica i secular.
La història, o més aviat la llegenda, d'aquest lloc comença quan sant Gil el tria per a retirar-se per a practicar l'eremitisme. Aquesta llegenda diu que el sant fou ferit per una fletxa llençada pel rei visigot Vamba mentre estava caçant. Com a compensació per l'incident, el rei li va lliurar unes terres amb la finalitat que pogués fundar l'abadia. Aquest episodi caldria situar-lo en el segle VII. Inicialment l'establiment era dedicat a sant Pere i sant Pau.
Probablement l'abadia de Sant Pere i Sant Pau fou fundada al segle vii, a mitjan segle ix el patronatge es va canviar pel de Sant Gil, el sant local que era enterrat a la mateixa església. Aquest canvi va comportar un augment considerable dels fidels devots del sant. Molt probablement fou en aquesta època que es va anar teixint la llegenda del sant.
Gràcies a tot això, la comunitat va aconseguir de la Santa Seu el privilegi de l'exempció, és a dir, que depenia directament dels papes. Malgrat això, l'abadia no va sortir de la mediocritat. El 1066 hom va intentar vincular-la a Cluny, però l'oposició dels mateixos monjos no ho va permetre fins al 1077, quan Gregori VII va aprovar la unió, però conservant el privilegi de triar els seus abats.
L'afluència de pelegrins, el vincle amb Cluny i les donacions dels senyors van permetre que es comencés a aixecar una nova església. El papa Urbà II en va consagrar un altar el 1096, quan l'església encara estava en plena construcció.
Un conflicte entre la comunitat i els comtes de Tolosa que volien recuperar el poder sobre l'abadia va interrompre les obres, que no es van reprendre fins al 1116, aprofitant els murs que s'havien aixecat en el segle anterior però variant la concepció de l'edifici: ara deixarien una gran cripta a la part inferior i, al damunt, hi aixecarien un gran edifici, de 98 m de llargada.
Aquesta obra quedaria interrompuda de nou entre el 1120 i 1132. En aquesta darrera data es reprèn la construcció, coincidint amb una època d'apogeu pel que fa a l'arribada de pelegrins i la consegüent puixança econòmica. L'abadia és l'escenari de la mort de l'heretge Pierre de Bruys, que fou cremat davant l'església en 1136. En 1154 el papa atorga indulgències als visitants, el que incrementa encara més l'afluència dels devots.
Després d'una nova interrupció motivada per la inestabilitat política i religiosa s'inicia un tercer període constructiu, entre 1185 i 1209. L'edifici queda, però, inacabat. En 1226 l'establiment religiós queda sotmès a la monarquia, el mateix Sant Lluís el visita en dues ocasions. El papa Climent IV, originari de Sant Geli, promociona les donacions a favor de la construcció de l'església.

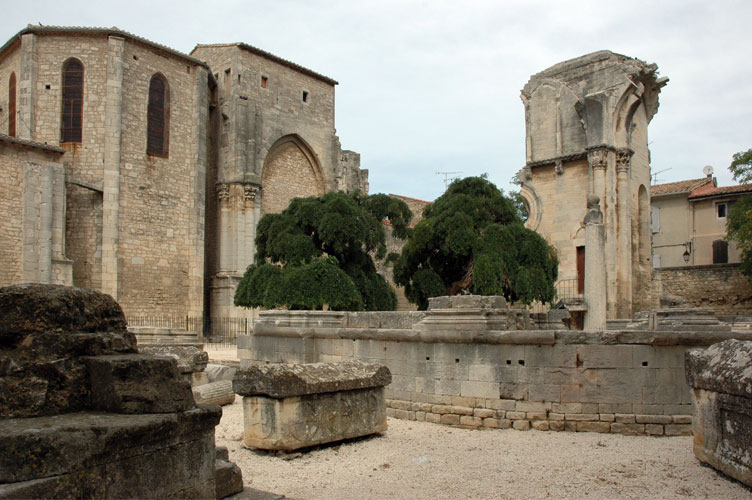
Ruïnes de la capçalera

De totes maneres, les dificultats econòmiques no permeteren acabar la construcció fins al segle xiv, en els segles següents encara es va anar completant l'obra.
En 1538 l'abadia queda secularitzada i passa a acollir una col·legiata. En el mateix segle els protestants l'incendien i queda en ruïnes. L'església és transformada en fortalesa fins que en 1622 hom ordena la seva total destrucció. Això no arriba a complir-se per la intervenció de les tropes que aturen la destrucció, tot i que es perd la capçalera i bona part de les naus. Seguidament s'inicia la seva reconstrucció, però amb unes mides més curtes. La cripta es manté i la nau es retalla en la seva capçalera. La façana romànica és restaurada. Durant la Revolució hom acaba d'enderrocar el que quedava de l'antiga capçalera.

## Arquitectura
Es conserva l'església de l'antiga abadia, restaurada després de les destrosses que es van fer a partir del segle xvii. És una església de tres naus amb voltes d'aresta, separades per columnes. La nau central és més alta que les laterals.

### La façana
És la part més interessant de l'església, una magnífica obra d'època romànica amb fortes influències romanes, que s'expliquen per la proximitat de llocs amb importants restes d'aquella època (Arle, Aurenja, Sant Romieg de Provença…). La seva datació ha estat sempre força discutida i va des de la primera meitat del segle xii, fins començament del segle xiii. Per altra banda hom distingeix diverses autories pel que fa als artistes que hi van treballar.
La decoració de la façana està formada per tres portades, la central més gran que les laterals. El portal de l'esquerre presenta una Adoració dels Mags al timpà i l'Entrada a Jerusalem a la llinda. El portal central té representat un Crist en Majestat al timpà; al fris inferior, que s'estén pels murs laterals, entre les portes, hom troba diverses escenes relatives a la Passió. El portal de la dreta té una Crucifixió al timpà, i a sota diverses escenes relatives a episodis posteriors a la Resurrecció de Crist (Noli me tangere, Santes dones al sepulcre, Aparició als apòstols...).
Entre les tres portes se situen una sèrie de columnes recuperades d'època romana, i entre elles diverses figures de grans dimensions: Sant Miquel, els dotze apòstols i la Lluita d'àngels i dimonis. A la part inferior, a tocar de terra, hi ha personatges de l'Antic Testament, a més d'escenes no religioses.

### La cripta
La cripta és de grans dimensions, ocupa tota la nau, des de la façana fins a la capçalera. Al centre de la mateixa es troba la tomba de sant Gil, antic centre de devoció. Al segle xvi l'arqueta amb les relíquies del sant foren traslladats a la Basílica de Sant Serni de Tolosa. Aquí només es conserven alguns fragments.

### Altres elements
Darrere l'església es conserven les restes de l'antiga capçalera, entre les quals un mur que conté al seu interior una interessant escala de cargol. Hi ha també restes escasses d'altres dependències de l'antic monestir.

## Galeria d'imatges

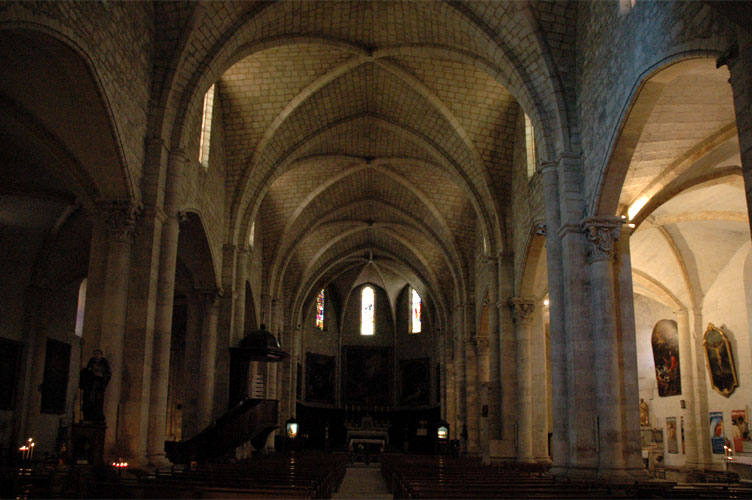
Interior de l'església
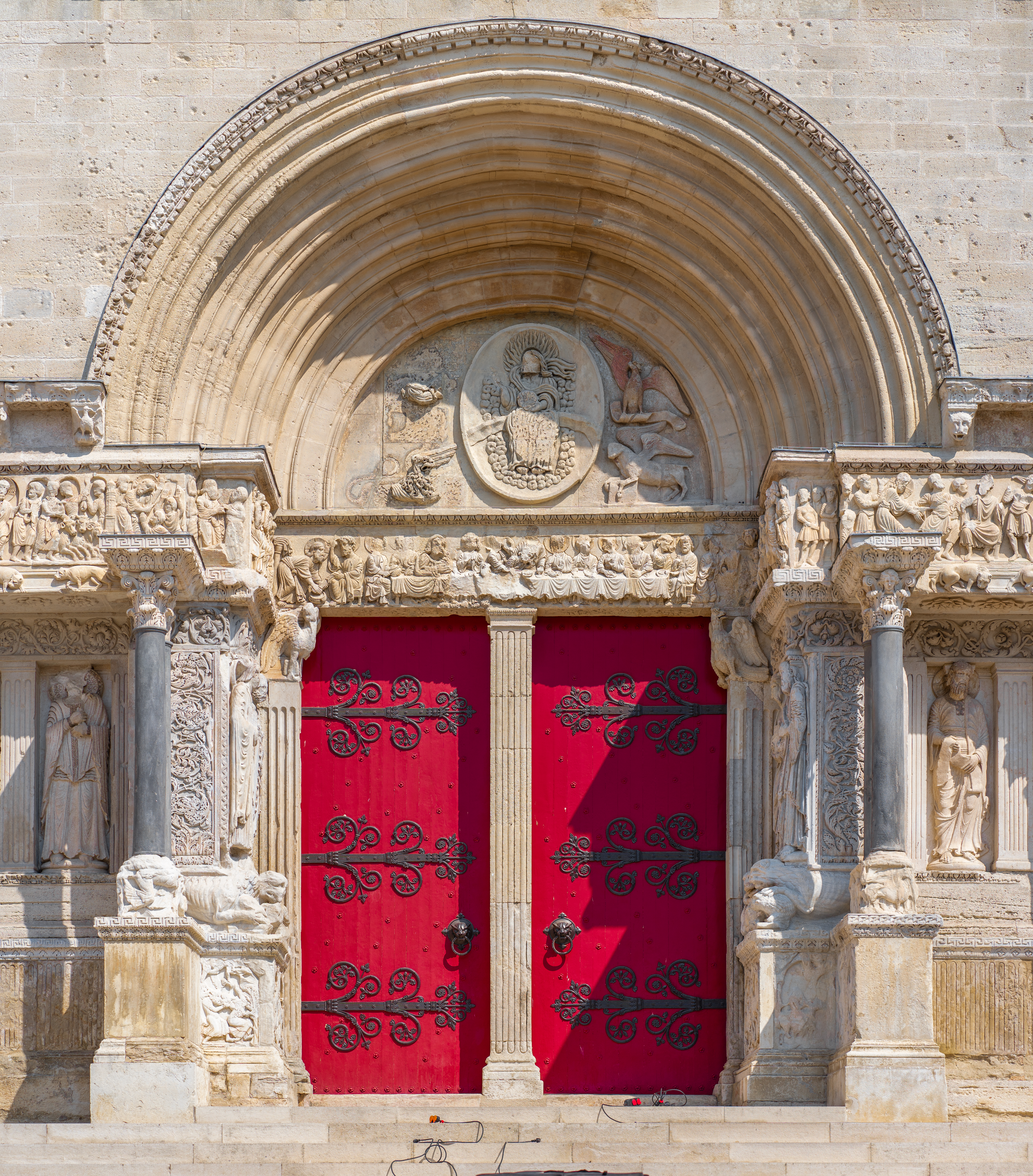
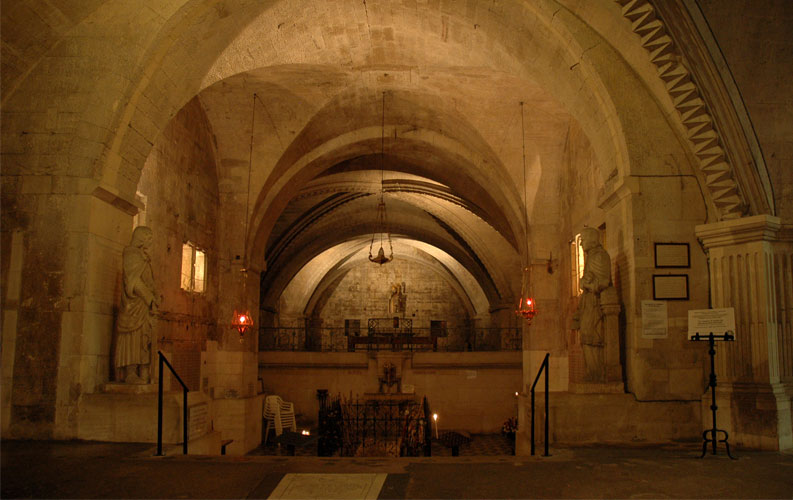
La cripta
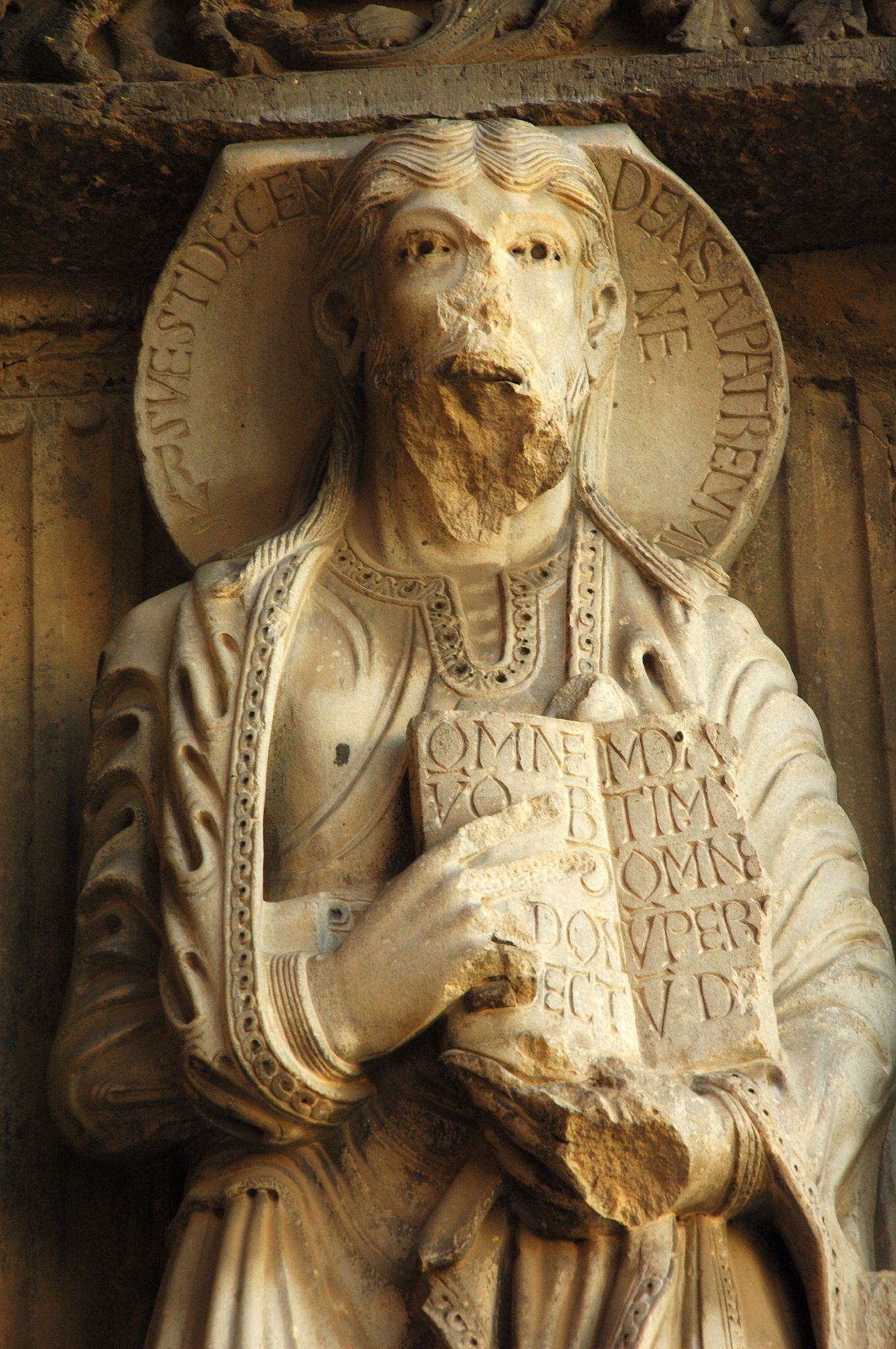
Sant Jaume el Major
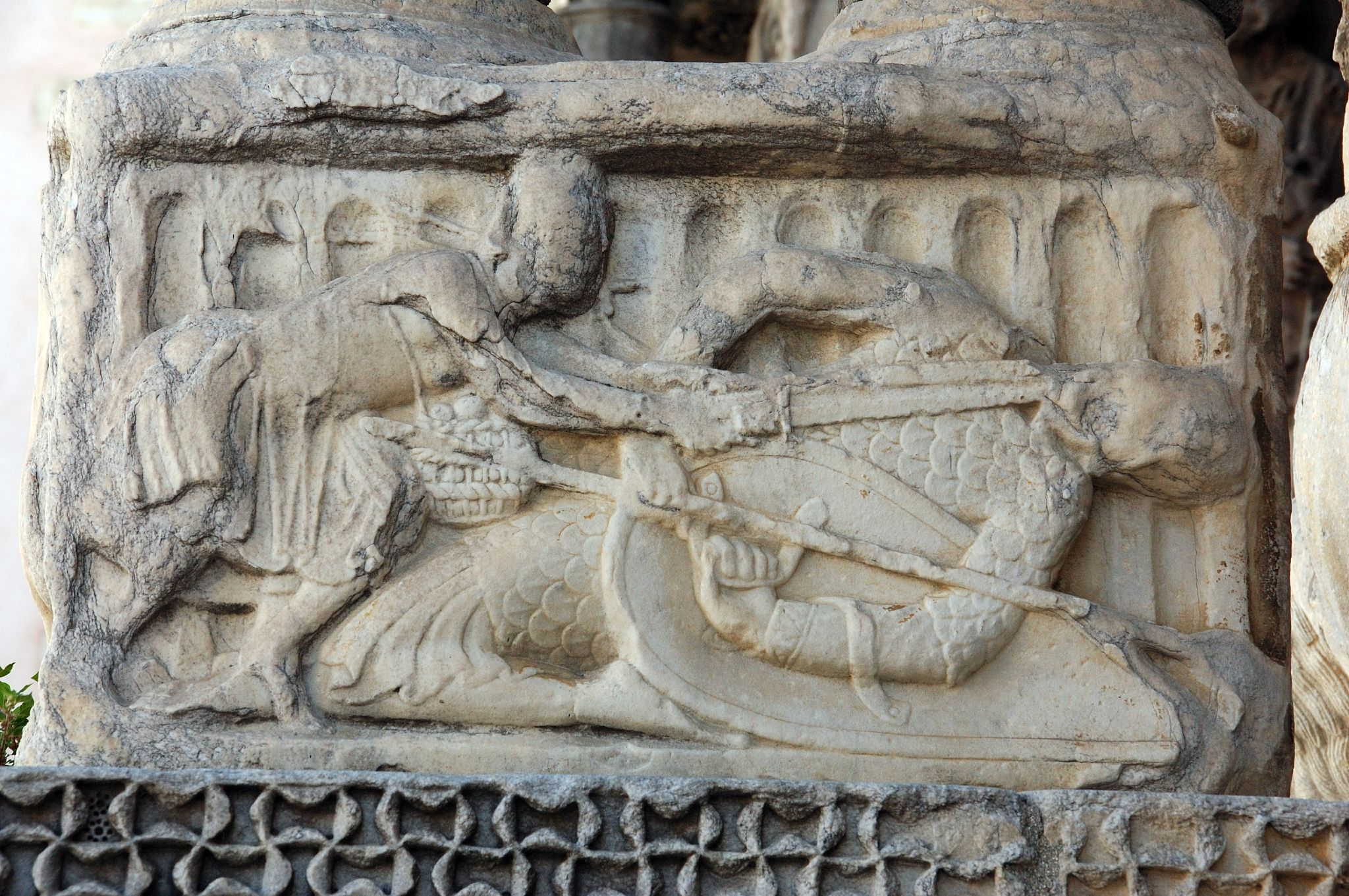
David i Goliat